# 日本シャンソン協会
一般社団法人日本シャンソン協会（にほんしゃんそんきょうかい）は、1991年にシャンソン歌手、愛好家、その他シャンソンに関係する様々な人物によって構成され発足した全国組織である。

## 設立時役員（50音順）
- 会長：石井好子
- 副会長：芦野宏
- 理事：岩間南平、宇井あきら、植木浩、牛山剛、沖広治、菊村紀彦、黒崎昭二、古賀力、斉藤茂、永田文夫、深緑夏代、堀内環、薮内久
- 専務理事：大庭照子
- 顧問弁護士：平山正剛
- 事務局長：今道仁美
- 名誉顧問：淡谷のり子、高英男
- 名誉会員：美輪明宏
- 特別顧問：荒木昭太郎、内田宏

## 概要
- シャンソン歌手が一同に集まって開催される「パリ祭」は、1963年に初代会長の石井好子が始め、2012年に第50回の公演を行った。
- 2012年2月4日に芦野宏会長が亡くなったのを期に、会長職は空職となり、代わりに代表理事が協会の代表を務めている。